# Ascanio Sobrero
Ascanio Sobrero (né le 12 octobre 1812 à Casale Monferrato, dans la province d'Alexandrie, Piémont - mort le 26 décembre 1888 à Turin) était un chimiste italien qui a découvert la nitroglycérine en 1847 alors qu'il travaillait sous les ordres de Théophile-Jules Pelouze (1807-1867) à Turin. 
Ascanio Sobrero s'opposait à l'utilisation de sa découverte - d'abord nommée pyroglycerin - estimant qu'elle était impossible à manipuler.
Un autre élève de Pelouze était le Suédois Alfred Nobel (1833-1896), qui découvrit le moyen de rendre sûre l'utilisation du produit en le mélangeant avec de la diatomite, une roche siliceuse au pouvoir absorbant. Alfred Nobel inventa ainsi la dynamite, qui fit sa fortune.
Bien que Nobel ait toujours reconnu la paternité de la découverte à Sobrero, celui-ci était amer à la fois de l'usage qu'il fit de cette découverte et de la gloire et de la fortune de Nobel.